# ميلدريد جاي هيل
ميلدريد جاي هيل (بالإنجليزية: Mildred J. Hill)‏ هي كاتبة أغاني وملحنة وعازفة بيانو أمريكية، ولدت في 27 يونيو 1859 في لويفيل في الولايات المتحدة، وتوفيت في 5 يونيو 1916 في شيكاغو في الولايات المتحدة.

## وصلات خارجية
- ميلدريد جاي هيل على موقع IMDb (الإنجليزية)
- ميلدريد جاي هيل على موقع ميوزك برينز (الإنجليزية)
- ميلدريد جاي هيل على موقع ديسكوغز (الإنجليزية)